# الياقوتة
الياقوتة هي مختارات قصصية للكاتبة الجنوب إفريقية نادين جورديمر الحاصلة على جائزة نوبل في الأدب لعام 1991،ترجمها للعربية سمير عبد ربه وصدرت عن دار الهلال عام 1992،بترجمة سمير عبد ربه.تضم المجموعة عددًا من القصص القصيرة التي تعكس التزام الكاتبة السياسي والإنساني، خاصة في معارضة نظام الفصل العنصري في جنوب إفريقيا. وتُعد هذه المختارات واحدة من الأعمال التي تظهر بوضوح التداخل بين الإبداع الأدبي والموقف السياسي في أعمال جورديمر.

## محتوى الكتاب
تضم المجموعة القصصية الياقوتة عددًا من القصص التي تتناول قضايا التفرقة العنصرية، النضال، الهوية، والفقر، وتصور تفاصيل الحياة اليومية تحت نظام الأبارتهايد. ومن بين القصص الواردة في المجموعة:
قصة "الياقوتة":تدور القصة حول امرأة مختلفة، ذات شخصية قوية، ترفض الخضوع للتقاليد البالية، وتتمرد على ما يُفرض على النساء من رموز الطاعة، كحلية الياقوت. تقوم بطلة القصة باستخدام آلة تصوير لطباعة منشورات الإضرابات السياسية، وتستقبل المعارضين السياسيين في بيتها، ما يؤدي إلى اعتقالها. ورغم وجودها في المعتقل، تتذكر عيد ميلاد زوجها، مما يعكس عمق إنسانيتها. القصة تبرز صورة امرأة مناضلة تحظى بتقدير أسرتها، وتشكّل نموذجًا للمواطنة الملتزمة.
قصة "ستة أقدام من البلاد":تتناول معاناة شاب إفريقي يهاجر بشكل غير شرعي إلى جنوب إفريقيا ويموت بسبب المرض، فيُدفن من طرف السلطات دون معرفة أهله، الذين يسعون عبثًا لاستعادة جثمانه. تنتهي القصة بمفارقة مؤلمة حين يُكتشف أن الجثة التي أُعيدت إليهم ليست جثته، ما يكشف عن مأساة إنسانية شاملة.
قصة "العريس":تصور القصة عقلية الاستعلاء لدى البيض، من خلال شخصية رجل أبيض يرفض أن يكون للزنوج أي علاقة بمراسم زفافه. تسخر الكاتبة من هذه العقلية بعرضها على لسانه دون تعليق مباشر، مما يعكس ذكاءها السردي في فضح مظاهر العنصرية.
قصة "شيء ما للوقت الحاضر":تطرح هذه القصة صراعًا داخليًا لدى رجل أبيض يريد توظيف شاب زنجى بشرط تخليه عن شارة الانتماء السياسي، فيما ترى زوجته أن هذا الشرط يناقض أبسط مبادئ الحرية. تعكس القصة مدى تعقيد المواقف الليبرالية عندما تصطدم بالواقع العملي.
قصة "غير صالح للنشر":تتناول نشأة طفل زنجي نابغ، يلقى دعمًا من البيض المناهضين للفصل العنصري، لكنه يعاني لاحقًا من نظرة المجتمع العنصرية رغم تفوقه، ما يؤدي إلى انهياره النفسي وانسحابه من الحياة العامة. تنتهي القصة بنبرة تشاؤمية، تكشف فشل محاولات الدمج الفردي إذا لم تُحل المشكلة من جذورها.

## الموضوعات
تتناول القصص موضوعات متعددة، أبرزها:
- التفرقة العنصرية: كقضية محورية تمر في جميع القصص تقريبًا.
- المرأة المناضلة: تظهر النساء في أعمال جورديمر بوصفهن فاعلات سياسيًا وأخلاقيًا.
- المفارقة المأساوية: تلجأ الكاتبة إلى النهايات المفاجئة والمفارقات لخلق وعي بصري حول الواقع القاسي.
- الانتماء والهوية: يظهر في صراع الأفراد مع الجماعة، وبين الانتماء الإنساني والقيود المجتمعية.[7]

## الترجمة والاستقبال العربي
حظيت أعمال نادين جورديمر باهتمام المترجمين والنقاد في العالم العربي، وخصوصًا في مصر، حيث تُرجمت ثلاث من رواياتها عن دار الهلال هي: العالم البرجوازي الزائل، ابنة بيرجر (ترجمة محمود مسعود)، والياقوتة (ترجمة سمير عبد ربه). كما صدرت رواية شعب يوليو عن الدار المصرية اللبنانية.وتمثل الياقوتة تجسيدًا لصوت أدبي ملتزم، آمن بأن "الكلمة موقف"، وأن الفن يجب أن يكون في خدمة القيم الإنسانية. وتبرز فيها قدرة جورديمر على الجمع بين اللغة الرصينة والسرد المكثف والمضمون السياسي والإنساني العميق.